# The Fable of the Film Fed Family
The Fable of the Film Fed Family è un cortometraggio muto del 1917 diretto da Richard Foster Baker.
Il soggetto è tratto da una storia dello scrittore George Ade; la sceneggiatura è firmata da Raymond E. Dakin.

## Produzione
Il film fu prodotto dalla Essanay Film Manufacturing Company.

## Distribuzione
Distribuito  dall'Essanay Film Manufacturing Company, il film - un cortometraggio in una bobina - uscì nelle sale cinematografiche USA il 20 ottobre 1917.